# اوکتیابرسک (شهرستان مچتلینسکی، باشقیرستان)
اوکتیابرسک (انگلیسی: Oktyabrsk, Mechetlinsky District, Republic of Bashkortostan) یک شهرک در شهرستان مچتلینسکی استان باشقیرستان کشور روسیه است.